# Imperatriz

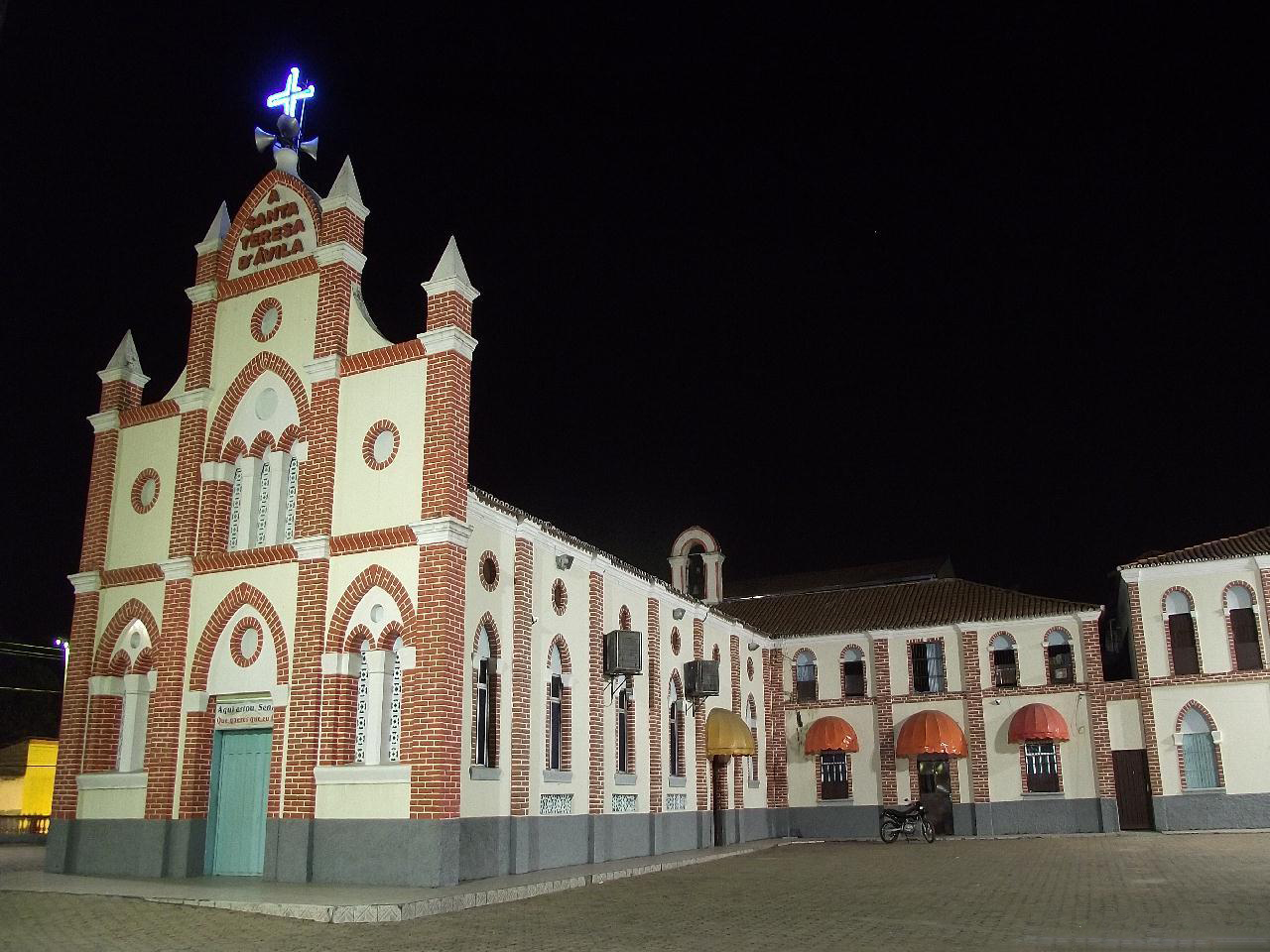
Església de Santa Teresa d'Àvila, en Imperatriz.

Imperatriz és un municipi brasiler de l'estat de Maranhão. Tenia una població benvolguda en 2015 de 253.123 habitants, la qual cosa la converteix a la segona ciutat en grandària de l'estat.
El municipi s'estén pel marge dret del riu Tocantins, en el límit amb els estats de Pará i Tocantins, a 637 quilòmetres de São Luís, la capital de Maranhão. La pròpia ciutat d'Imperatriz està localitzada en el marge del riu.
L'economia, fins a la dècada de 1970, es basava en l'extracció de fusta, així com en el cultiu de canya de sucre, arròs, blat de moro i cotó, com també en la ramaderia de bovins i porcins. El municipi té un important port fluvial, un aeroport (amb línies diàries de las companyies TAM Linhas Aèries (actualament LATAM) i GOL), i una estació ferroviària.
Actualment, Imperatriz és un important distribuïdor de béns i serveis de l'oest de l'estat de Maranhão, el nord de Tocantins i el sud de Pará. En els últims anys es va transformar en un pol universitari, amb la implementació de facultats privades, com a exemple Facimp, Unisulma, Fama i Fest, que es van sumar a les ja existents, UFMA (Universitat Federal de Maranhão) i UEMA (Universitat Estadual de Maranhão).